# Lucas Vorsterman II

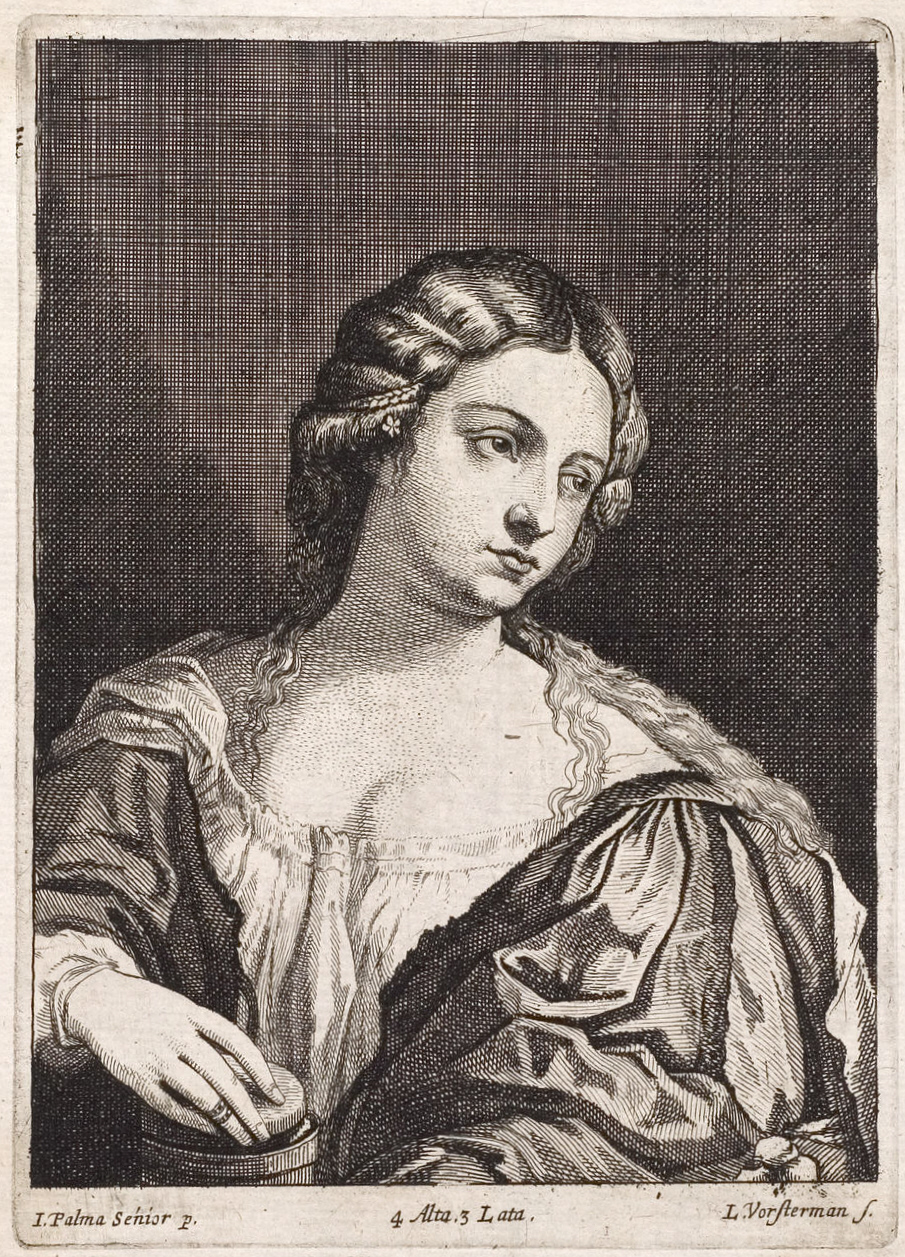
Lucas Vorstermans II según Palma el Viejo, Dama con un tarro en la mano. 'La Magdalena. Theatrum Pictorium

Lucas Vorsterman II o el Joven (Amberes, 1624-1666/67) fue un dibujante y grabador flamenco.
Hijo de Lucas Vorsterman I y de Anna Vrancx, fue bautizado el 27 de mayo de 1624. Ingresó como hijo de un maestro en el gremio de San Lucas de Amberes en el año registral 1651-52, donde aparece registrado hasta el curso 1666-67, cuando se cumplieron por él los derechos de muerte.
Trabajó a las órdenes de David Teniers el Joven en los grabados de reproducción de la colección de pintura italiana formada en Bruselas por el archiduque Leopoldo Guillermo, reunidos en un volumen publicado en 1660 con el título Theatrum Pictorium y varias veces reimpreso. Del total de doscientos cuarenta y tres grabados que integran el volumen, rara vez completo, cincuenta y dos correspondieron a Vorsterman, entre ellos casi todos los retratos de medio cuerpo, incluyendo el retrato del propio Teniers para las páginas de inicio abierto por pintura de Pieter Thijs.
En 1665 abrió al aguafuerte por dibujo de Erasmus Quellinus la lámina con el cenotafio alzado en la catedral de Amberes con motivo de las exequias por el rey Felipe IV.
En el grabado de reproducción abrió también láminas a partir de obras de Rubens (Santísima Trinidad) Adriaen Brouwer (Hombre con una copa de vino) o Anton van Dyck (Martirio de san Sebastián, La asunción de la Virgen) con quien también colaboró grabando y editando el retrato de su padre, Lucas Vorsterman I, para la Iconografía.
Las estampas de vistas de puertos y ciudades del sur de Europa, el norte de África y Oriente medio por dibujos de Jan Peeters para su Description des principales villes, havres et isles du golfe de Venise du cote oriental, comme aussi des villes et fortresses de la Moree et quelques places de la Grece et es isles principales de l'Archipel et fortresses dícelles et en suittes quelques places renommées de la Terre Saincte, et autres dessous la domination Ottomane vers le Midij et l'Orient..., editada tardíamente en 1683-1685, están firmados simplemente Lucas Vorsterman y podría tratarse tanto del padre como del hijo, aunque el retrato de Peeters para el Het Gulden Cabinet de Cornelis de Bie sí aparece firmado con precisión por Lucas Vorsterman iunior, que lo hace como autor del dibujo y de la impresión. También lleva sencillamente la firma L. Vorsterman sculp. una de las hojas del conjunto de doce planchas por dibujos de Jacques van Werden de la ceremonia y cabalgata celebrada en Gante en la proclamación del rey Carlos II de España como conde de Flandes el 2 de mayo de 1666, con loos retratos de los 118 dignatarios asistentes, serie en la que también participó como grabador Richard Collin.